# Ичкинские татары
Ичкинские тата́ры или курганские татары (тат. эчкен татарлары) — субэтнос татар, проживающий на территории Курганской и Челябинской областей, в быту используют ичкинский говор казанского диалекта татарского языка. Как и большинство татар Сибири и Урала, не выделяют себя как особую этническую общность, и причисляют себя к татарам.

## Название
Ичкинские татары переселились в Зауралье после падения Казанского ханства. Дойдя до реки Ичкина, одного из притоков реки Исети, они решили основать здесь свое поселение. Этот населенный пункт и приток реки они называли «Эцкен» (эчкен, ичкин) — от татарского глагола «пить».

## История
В формировании ичкинских татар участвовали поволжские татары (казанские, касимовские татары, мишари), сибирские татары, а также, в небольшом количестве, примкнувшие к ним башкирские племена, ногайцы, а также русские. Заселение поволжскими татарами территории Курганской и Челябинской областей началось после падения Казанского ханства. Первое селение ичкинских татар — село Ичкино (ныне село Юлдус Шадринского муниципального округа Курганской области). В 1586 году двенадцать родов переселились из Ичкино на территорию востока Челябинской и запада Курганской областей, которая впоследствии стала Ичкинской волостью.
С середины XVII веке миграция усилилась. В XVIII веке здесь селились татары, приписанные к казачеству.
В официальных документах, в XVIII—XIX веках во время переписи населения ичкинских татар относили то к башкирскому, то к мещерякскому сословию, а в народе в отношении народа использовался термин «татары сибирской дороги».
В отличие от соседствующих с ними кочующими башкирами, ичкинцы издавна занимались хлебопашеством, рыболовством и торговлей и считались более культурным народом, высоко ценили письменное слово, бережно относились к памятникам книжного искусства.
По архивным данным в конце XIX века в каждой ичкинской деревне была мечеть и при ней медресе (магометанская школа). В медресе в основном учились мальчики, а девочки обучались у абыстаев-женщин, умеющих читать и писать на старотатарском языке.

## Расселение
Ичкинские татары проживают в Кунашакском и Красноармейском районах Челябинской области, в городах Кургане, Шадринске, в Альменевском (сёла Альменево, Иванково, деревни Алакуль, Вишняково, Тузово, Учкулево), Сафакулевском (сёла Аджитарово, Бахарево, Карасево, Мансурово, Сафакулево, Сулюклино, деревни Боровичи, Максимовка), Целинном (село Трёхозёрки, деревня Белозёрки), Шадринском (сёла Байрак, Юлдус, деревня Сибирки), Шатровском (в селе Кызылбай) муниципальных округах и районах Курганской области.